# Порт (микрорайон Очамчиры)
По́рт — микрорайон города Очамчира. Расположен на северо-западе административной территории города восточнее Очамчирской бухты рядом с железнодорожной платформой Араду.
Бывший военный городок Очамчирского пункта базирования бригады сторожевых кораблей морских частей пограничных войск КГБ СССР в последующем не раз переименованной ведомственной принадлежностью.
До 1996 года в городке были расквартированы семьи военнослужащих войсковых частей: в/ч 2372 — 6-й Дважды Краснознамённой ОБРПСКР (отдельной бригады пограничных сторожевых кораблей) и в/ч 1466 — СРЗ (береговой базы снабжения и ремонта).
Представляет собой жилой квартал из 2-,3-,4- и 5-этажных домов, по периметру окружённых забором, и частного сектора. В инфраструктуру входят: средняя школа № 4, детский сад, санчасть, баня, стадион, магазины, объекты коммунального хозяйства. Музыкальная школа (не действует) и клуб офицеров, в котором также располагается музей бригады, находятся в плачевном состоянии.

## История
Первые два 2-х семейных дома и три одноэтажных капитальных барака, были построены здесь в 1933—1935 годах, вместе со строительством Очамчирского порта, с целью размещения в них семей работников гражданского порта, который располагался в Очамчирской бухте вплоть до 1940 года. Перед войной гражданских вывели в Поти, а порт и городок были переданы бригаде сторожевых кораблей, переведённой на новое место базирования из Батуми.
Первые военные ютились в бараках, на «Карельском» (местечко за воинской частью).
В 1940 году, рядом с портом, были отстроены ещё два коттеджа (не сохранись), предназначенные для директора порта и главного инженера, всего на две семьи, хотя дома были двухэтажными. При передаче домов (не имели нумерации) военным их разделили на 4 квартиры. Кроме того, были построены и введены в эксплуатацию ещё три здания барачного типа (дома № 1, 2 и 3).
Примерно в это же время построены и введены в эксплуатацию два деревянных двухэтажных дома (№ 4 и № 5), положивших начало военному городку.
После войны был закончен дом № 6 «плавсоставский», отстроены — водонапорная башня, баня, клуб, старая школа.
В 1965 году были сданы в эксплуатацию два 3-этажных дома (№ 7 и № 8), построено и открыто новое здание школы (СШ № 4), в старом расположилась музыкальная школа.
В 1975-1976 годах введены в строй один 4-этажный дом (№ 9), а в 1980 году ещё 5-этажный (№ 10), отстроена спортплощадка. Следом, введен в строй ещё один 5-этажный дом (№ 11).
В конце 1980-х, в связи с запланированным расширением бригады (в/ч 2372), было начато строительство ещё одного 5-этажного дома (№ 12), но из-за развала СССР, в 1991 году, былые планы изменились и строительство дома было заморожено на стадии фундамента.
В 1992-1993 годах, в сложной геополитической обстановке, в условиях межнационального конфликта и кризиса власти, городок и порт попали в зону боевых действий между Грузией и Абхазией и стали объектом провокаций со стороны воинствующих сторон. Вот хронология некоторых событий (данные не проверены):
- 27 декабря 1992 года на территорию порта попало 2 снаряда, один поразил штаб бригады, второй упал в бухту.
- 10 февраля 1993 года, из гранатомета и стрелкового оружия, был обстрелян пост № 2, охрана открыла ответный огонь.
- В мае 1993 года, подвергся нападению и был обстрелян пост № 3, брошена граната Ф-1.
- 2 июля 1993 года снаряд попал в жилой городок, в результате чего была ранена женщина.
- Только за 10 дней, в период с 14 по 23 августа 1993 года, охрана военного городка 17 раз подвергалась нападениям.

По другой версии нападений на городок не было вообще, а снаряды, несколько раз залетавшие в порт и городок, явились следствием обстрела абхазским катером 2-х грузинских артбатарей, размещавшихся неподалёку от городка.
После наступления относительной стабильности в регионе и в результате договорённостей с Грузией, Россия приняла решение сократить военное присутствие в Абхазии. С конца 1996 года началась планомерная передислокация кораблей бригады из Очамчиры в дагестанский город Каспийск.
В конце 1998 года, после вывода бригады из порта, военный городок был передан на баланс городу Очамчире и вошёл в его состав на правах микрорайона.

## Современность
По состоянию на 2010 год часть домов в городке были разрушены. В уцелевших проживали работники СРЗ — судоремонтного завода и другое местное население.
На основании Постановления Правительства РФ от 26 февраля 2010 года № 91 и Соглашения между Россией и Абхазией от 26 января 2009 года, порт и военный городок Порт были включены в состав объединённой российской военной базы на территории Республики Абхазия.
Предполагается произвести в городке ремонт домов и строительство объектов жизнеобеспечения, необходимых для функционирования портовой инфраструктуры и размещения личного состава российского военного контингента и членов их семей. Вместе с тем в 2013 году был отстроен новый военный городок непосредственно на территории пункта базирования. 
При этом старый городок Порт постепенно восстанавливается. По состоянию на 2025 год в городке у большинства зданий заменена кровля, установлены новые подъездные двери с современными домофонами, установлена новая современная детская площадка.

## Транспорт
- Микрорайон Порт имеет регулярное сообщение с центральной частью города Очамчиры посредством маршрутного такси.